# H. P. Lovecraft (Band)
H.P. Lovecraft war eine US-amerikanische psychedelische Rockband, benannt nach dem US-amerikanischen Autor H. P. Lovecraft, die 1967 in Chicago gegründet wurde und im Jahr darauf nach San Francisco zog. Die Gruppe bestand aus George Edwards (Gitarre, Gesang), Dave Michaels (Keyboards, Gesang), Jerry McGeorge (Bass), Michael Tegza (Schlagzeug) und Tony Cavallari (Gitarre).
Der Sound von H.P. Lovecraft war typisch für den Acid Rock der späten 1960er. Kennzeichnend für die Band war das Gesangsduo Edwards und Michaels, das komplexe Spiel von Michaels auf Orgel und Cembalo und Tegzas treibendes Schlagzeugspiel. Einen Eindruck ihrer Wirkung bei Auftritten gibt das Album Live at the Fillmore: May 11, 1968.
Als H.P. Lovecraft brachte die Band zwei Alben heraus. 1970 entstand um Edwards und Tegza ein Ableger namens Lovecraft, der ebenfalls zwei Alben produzierte.

## Diskografie
- H.P. Lovecraft (1967)
- H.P. Lovecraft II (1969)
- Valley of the Moon [als Lovecraft] (1970)
- We Love You Whoever You Are [als Love Craft] (1975)
- At the Mountains of Madness (1988)
- Live at the Fillmore: May 11, 1968 (1991)
- Lovecraft / H.P. Lovecraft II (1997)
- Dreams in the Witch House: The Complete Philips Recordings (2005)